# Carkeek Park

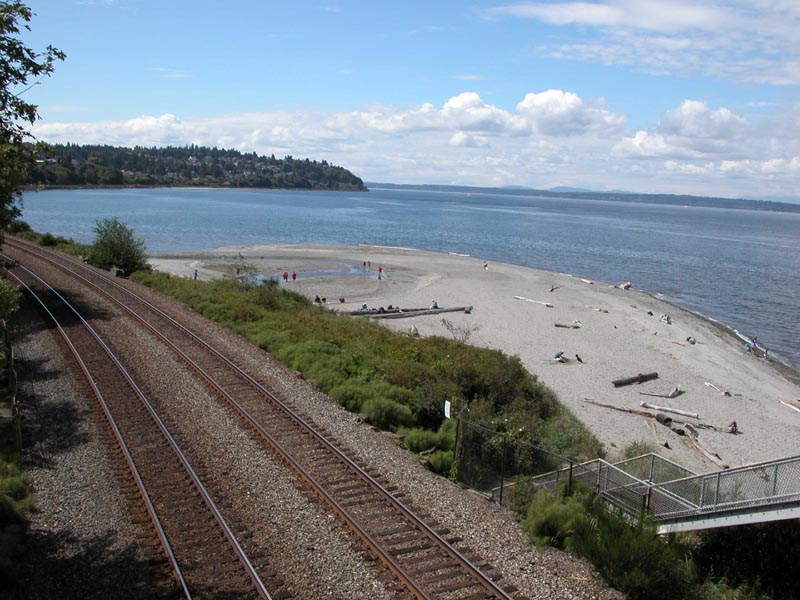
De BNSF-spoorlijn met op de achtergrond het strand

Het Carkeek Park is een park in het noorden van Seattle. Het park ligt in de wijken Broadview, Blue Ridge en Greenwood. Vanuit een gedeelte van het park is uitzicht over de Puget Sound en over de Olympic Mountains. Door het Carkeek Park loopt in totaal 9,75 km aan wandelpaden.
Door het park stromen drie beken, namelijk de Pipers Creek, de Venema Creek en de Mohlendorph Creek.

## Geschiedenis
Het Carkeek Park werd oorspronkelijk in 1918 aangelegd in de wijk Sand Point en was vernoemd naar "Morgan J. Carkeek", de man die voor de aanleg van het park zorgde. Carkeek werd geboren in Engeland en verhuisde in 1866 naar Californië om te investeren in de mijnbouw. Hij kwam in 1875 naar Seattle als aannemer. Het Carkeek Park had toen een oppervlakte van 9,4 ha. In 1926 wilde de overheid de gehele wijk Sand Point ombouwen tot een vliegbasis van de marine. Het Carkeek Park werd toen verplaatst naar zijn huidige locatie, gekocht van "A.W. Pipers", een snoepfabrikant. Voor deze locatie betaalde de gemeente Seattle $100.000 en Morgan J. Carkeek $25.000.
Door het Carkeek Park liep toen een zandweg en op het huidige strand stond toen een zagerij, die in 1920 werd vervangen door een vistrap, die tot 1932 bestond. Op 24 augustus 1929 werd het park formeel geopend. Voor de opening werden onder andere twee kamelen en tankwagens met drinkwater gehuurd.
De eerste verbetering na de opening was de aanleg van een groentetuin voor dierentuindieren. Hiervoor werd een weiland gehuurd. Deze vergunning werd echter twee jaar later stopgezet. In 1931 werd er een contract gesloten met Civilian Conservation Corps. Dit was een organisatie die werklozen mensen aan het werk hielp. Onder de projectnaam CCC-WPA 1933-36 werden met hulp van de National Park Service wandelpaden aangelegd. Voor deze mensen werd een kamp bij de ingang van het park gebouwd, dat op één gebouw na in 1938 werd vernietigd. Het kamp werd in 1942 herbouwd als legerkamp.
In 1949 werd er ondanks protesten een rioolwaterzuiveringsinstallatie gebouwd. In 1953 werden mensen bij elkaar geroepen om onder andere de weg door het park, het kantoor van boswachter bij de ingang en een picknickplaats te ontwerpen. Er kwamen ook plannen om een grote paardrijdacademie op te richten. Voor al deze plannen had de gemeente te weinig geld vrijgemaakt, maar door donaties van geld en rododendrons voor bij de ingang konden toch veel plannen worden gerealiseerd.
In 1955 werd er in het Carkeek Park bij de ingang een Y-vormige boogschietbaan aangelegd. Voor de veiligheid werd deze boogschietbaan in 1963 groter gemaakt. Ook rond dat jaar doneerde "1953 F.R. McAbee, Inc" grond voor een nieuwe ingang van het park en pas in 1972 kocht de gemeente de tussenliggende grond.

## Environmental Learning Center
Het Evironmental Learning Center (ELC) is een milieucentrum dat bij het strand van het Carkeek Park ligt. Het was het eerste gebouw van Seattle dat de gouden status kreeg van de U.S. Green Building Council en het project wordt door 11 bedrijven en overheidsinstellingen gesponsord. Het gebouw zelf heeft onder andere de volgende duurzame oplossingen:
- Het regenwater wordt gebruikt voor de toiletten.
- Het gebouw is zeer goed geïsoleerd, heeft intelligente verlichting en heeft een natuurlijke ventilatie.
- Het gebouw heeft zonnepanelen.
- 80% van het afval wordt gerecycled of opgeslagen.
- Het landschap om het gebouw heen is zalmvriendelijk.
- Het gebouw bevat lijm, verf en tapijten, die de luchtkwaliteit verbeteren.
- De bouwmaterialen zijn grotendeels gerecyclede bouwmaterialen, waaronder het beton, het houtwerk en de vloer.
- Andere bouwmaterialen zijn bouwmaterialen, die al waren opgeslagen, waaronder de boomstammen van een gebouw in South Lake Union.
- De bouwmaterialen komen uit de omgeving en zijn dus niet ver getransporteerd.

## Planten
In het Carkeek Park komen onder andere de volgende boom- en plantsoorten voor:
- Esdoorn
- Els
- Reuzenlevensboom
- Westelijke hemlockspar
- Wilg
- Arbutus
- Douglasspar
- Den
- Spar
- Cypergrassenfamilie